# Sinus sagittal inférieur
Le sinus sagittal inférieur (ou sinus longitudinal inférieur) est un sinus impair de la dure-mère.
Il est situé le long de la moitié inférieure du bord postérieur libre de la faux du cerveau au-dessus du corps calleux.
Il reçoit le sang des parties profonde et médiale des hémisphères cérébraux par les veines de la faux et se déverse dans le sinus droit.

## Galerie

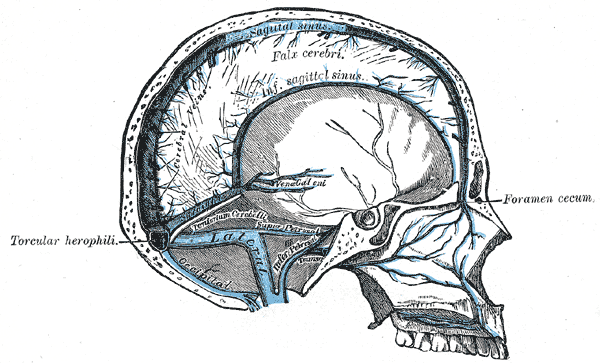
Coupe sagittale du crâne, montrant les sinus de la dure-mère.